# Fotografie divoké přírody

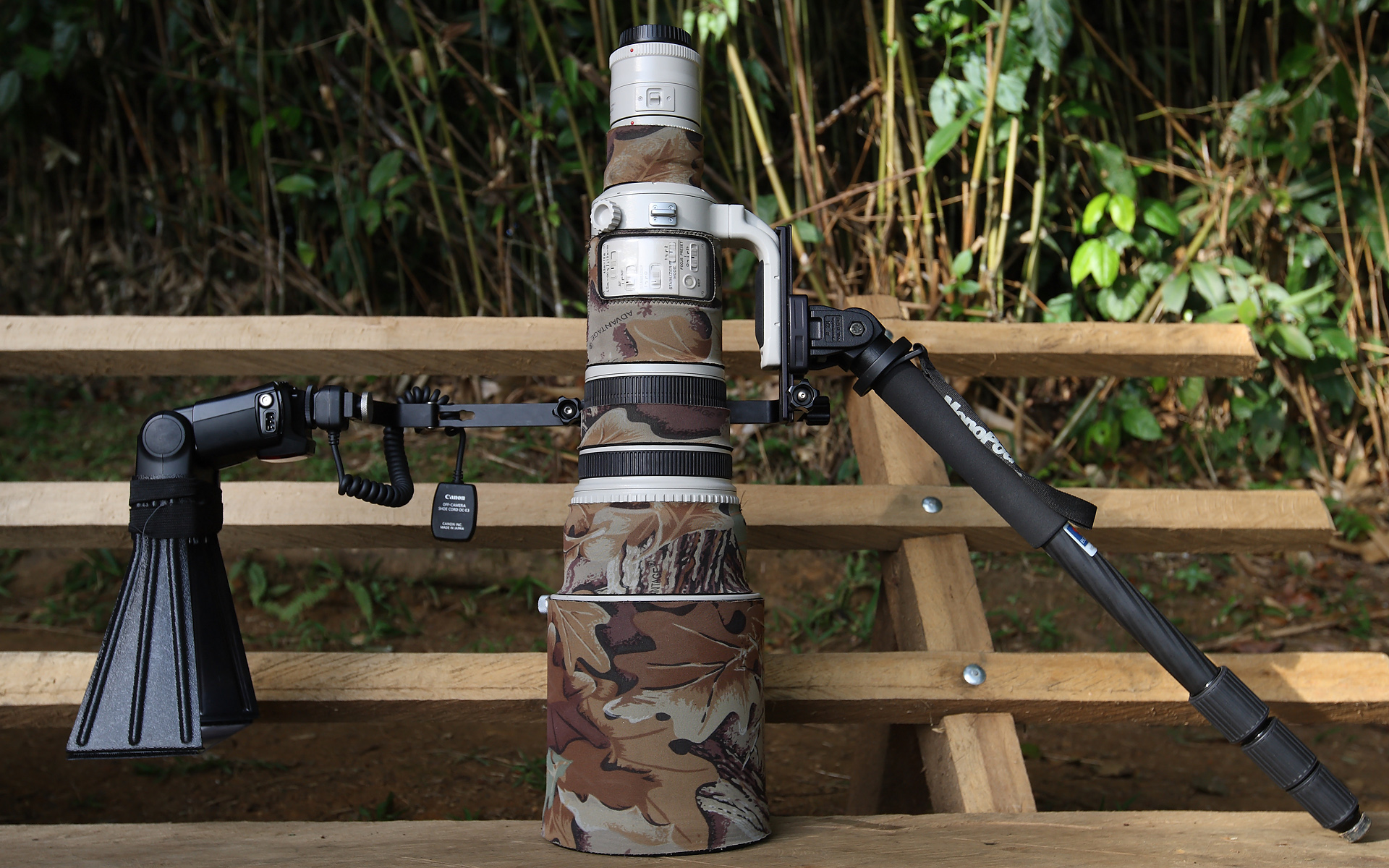
Vhodná sestava: teleobjektiv 500 mm s maskováním doplněný bleskem a monopodem

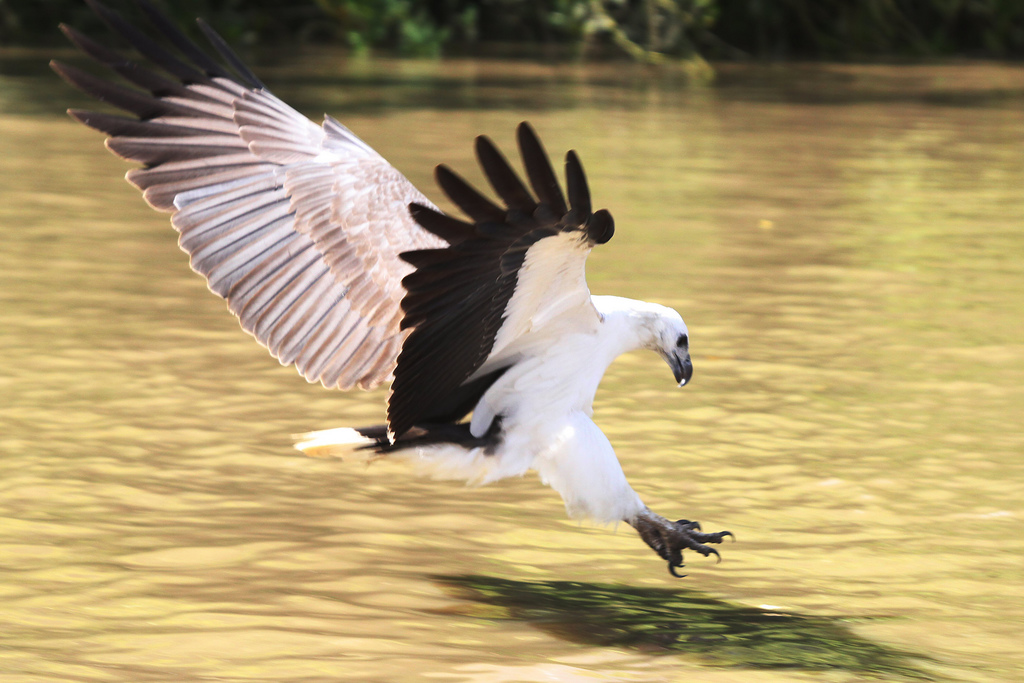
Orel bělobřichý (Haliaeetus leucogaster)

Fotografie divoké přírody se zaměřuje na fotografování divoké přírody – nedomestikovaných rostlin, zvířat a jiných organismů a je součástí fotografie přírody. Někdy se omezuje jako fotografie zvířat. Zahrnuje širokou škálu fotografie snímané venku a obsahuje snímky přírodních scén nebo detailů. Klade větší důraz na estetickou hodnotu snímku, než klade například žurnalistická nebo dokumentární fotografie.

## Úvod
Fotografování volně žijících živočichů je považováno za jednu z náročnějších forem fotografie. Vyžaduje jak technické dovednosti (volba správné expozice, ostrost a kvalita snímku), znalost volně žijících živočichů, tak i celou řadu řemeslných dovedností. K některým zvířatům je obtížný přístup, a proto bývá klíčové osvojení si znalostí o jejich chování (etologii), které fotografovi umožní předvídat situace, jež vyhledává. Fotografování některých druhů vyžaduje znalost stopování zvěře, nepozorovaného přibližování k zvěři nebo dovednost skrývání a maskování. Zaměřuje se například na zachycení zajímavých zvířat v akci, například při boji, lovu nebo v pohybu.
Fotografie tohoto typu jsou publikovány ve vědeckých, cestovatelských a kulturních časopisech jako jsou například National Geographic Magazine a Audubon Magazine a v mnoha dalších specializovaných časopisech jako například Outdoor Photographer nebo Nature's Best Photography. V České republice se tomuto oboru věnují časopisy Koktejl, Photolife a řada dalších.
Každoročně se vyhlašuje soutěž BG Wildlife Photographer of The Year, kterou pořádá BBC Wildlife Magazine a The Natural History Museum.

## Technika

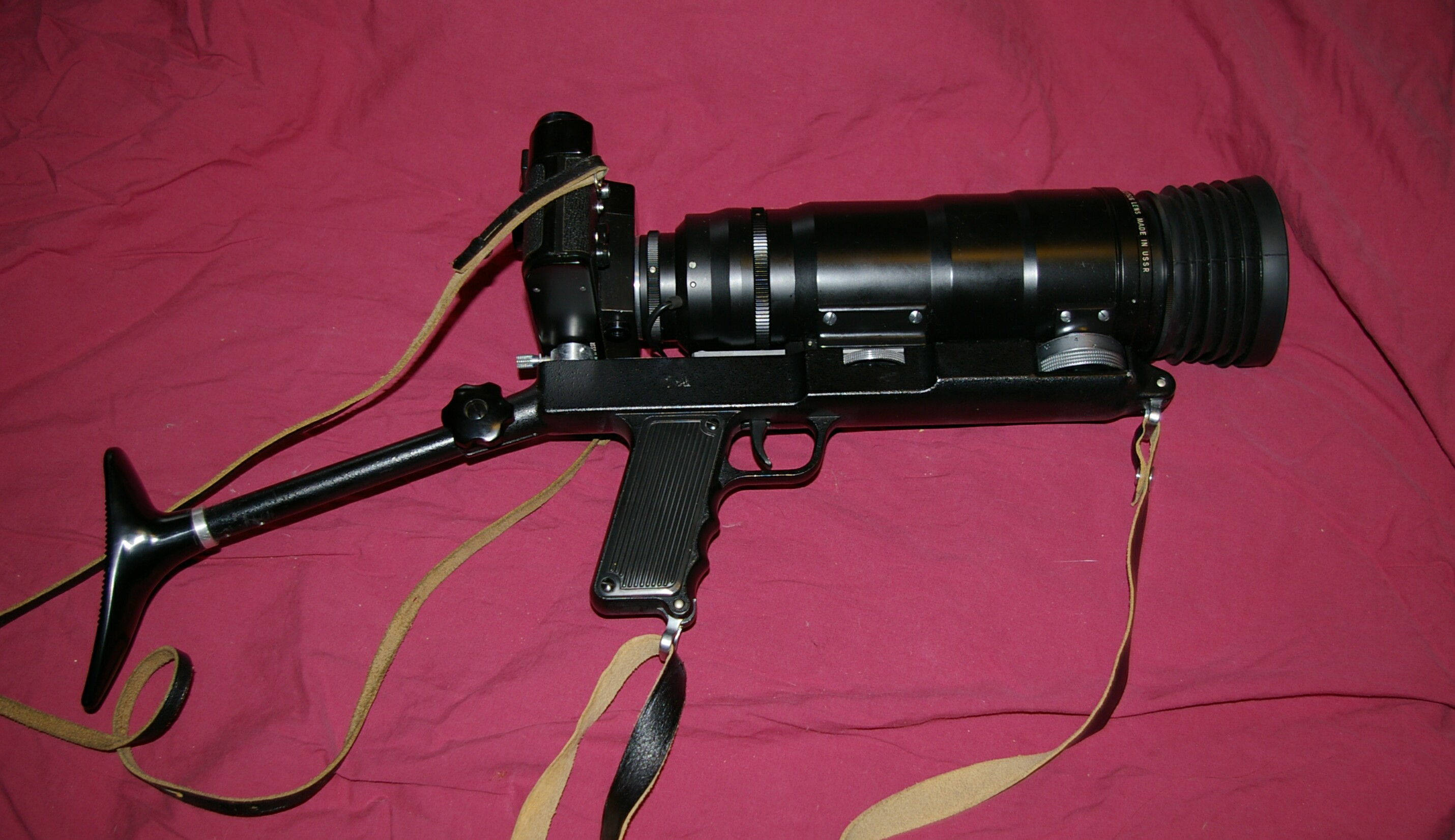
Sovětská fotografická puška, FS-12, 1982

Může být použito základního vybavení, úspěšnější fotografie některých druhů volně žijících živočichů vyžaduje speciální vybavení, jako jsou makro objektivy pro hmyz, teleobjektivy s dlouhými ohniskovými vzdálenostmi a podvodní kamery pro mořský nebo sladkovodní svět. Nicméně s příchodem digitální technologie, automatiky a možnosti cestování někdy stačí být na správném místě ve správný čas.
- Fotografická puška je fotoaparát, který má teleobjektiv a zpravidla také ramenní opěrku, takže tvarem připomíná pušku. Dá se s ní fotografovat v polních podmínkách, na velké vzdálenosti a v rychlém sledu.

- Fotografická past je automatizovaný fotoaparát sloužící k zachycení fotografie volně žijících zvířat. Instaluje se v místě, ve kterém se vzácné zvíře vyskytuje a tudíž se očekává, že jej navštíví. Když pohybový nebo infračervený senzor detekuje přítomnost zvířete, spustí se mechanismus, který pořídí fotografii. Po uplynutí určité doby se majitel obvykle vrátí k fotoaparátu a zkontroluje pořízené fotografie. Fotografické pasti jsou důležitým nástrojem při výzkumu vzácných, plachých nebo nočních zvířat. Obecně vzato tato technologie volně žijící zvířata neruší, ale záblesky mohou způsobit, že se některá zvířata odstěhují. Někdy může dojít k poškození kamery samotnými zvířaty. Někdy techniku poškodí, zničí nebo odnesou lidé.

## Fotografové
- Olympe Aguado
- Gregory Colbert
- Frans Lanting

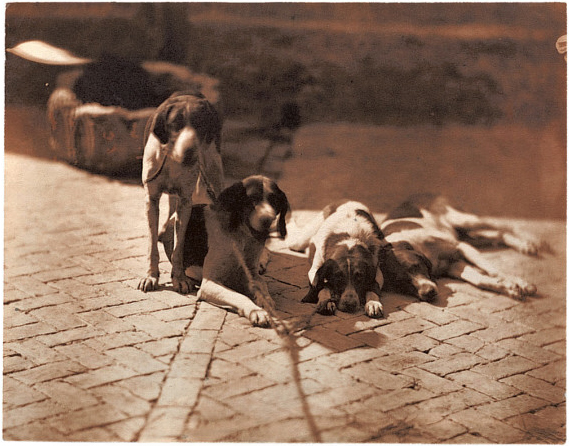
Olympe Aguado: Lovečtí psi, asi 1853, Aguado byl známý svými fotografiemi zvířat

- William Lovell Finley (1876–1953 USA) je autorem knihy American Birds, 1908.
- Bengt Berg
- Willi Dolder
- Hans Dionys Dossenbach
- Fritz Pölking
- Benny Rebel
- Wolf Spillner
- Burkhard Winsmann-Steins
- Jill Greenberg (* 1967, USA) fotografovala portréty opic a medvědů
- Ernst Schäfer

### Indičtí fotografové
- Kalyan Varma je bengálský fotograf divoké přírody, filmař a ochránce přírody.[2] Je jedním ze zakladatelů Peepli Project;[3] spoluředitel festivalu přírody a divočiny v Nature InFocus, zakládající člen India Nature Watch. V současné době pracuje na volné noze pro BBC Natural History, Netflix, Discovery Channel a indický National Geographic Channel. Ve spolupráci s místními nevládními organizacemi, jako je Nature Conservation Foundation, upozorňuje na environmentální problémy v Indii. Je držitelem ceny Carl Zeiss Wildlife Conservation Award.

- Varun Aditya
- Madhaviah Krishnan
- Balan Madhavan
- Sunjoy Monga
- Latika Nath
- N. A. Naseer indický fotograf divoké zvěře, aktivista ochrany přírody, spisovatel a člen Bombay Natural History Society.
- M. D. Parashar
- T .N. A. Perumal
- Vikram Potdar
- Dethan Punalur
- Rathika Ramasamy, fotografka
- Jayanth Sharma
- Sudhir Shivaram
- Aishwarya Sridhar

### České země
- Václav Jan Staněk (1907–1983) byl významný český vědecký pracovník – zoolog, mykolog, botanik, fotograf, filmař, první autor českých přírodovědných filmů, autor mnoha fotografických knih o zvířatech. Dlouholetý člen zoologického oddělení Národního muzea, asistent ředitele pražské Zoologické zahrady, posléze její ředitel (od 26. srpna 1938 do konce října 1939). Ve 30. letech 20. století publikoval v mnoha obrázkových časopisech, např. Pestrém týdnu, Pražském ilustrovaném zpravodaji nebo Světozoru a časopisu Fotografia.

- Sláva Štochl se fotografii zvířat věnoval po válce, zajímal se zejména o ryby a mysliveckou tematiku.[4]

- Rostislav Stach (* 1960) a jeho série Fotolovy

## Galerie

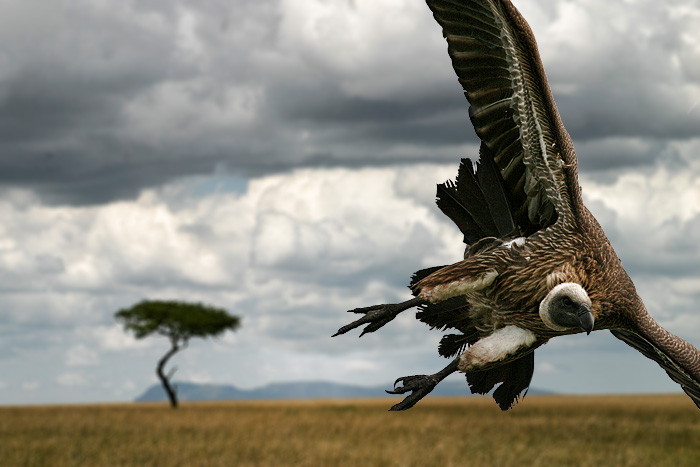
Sup, Afrika
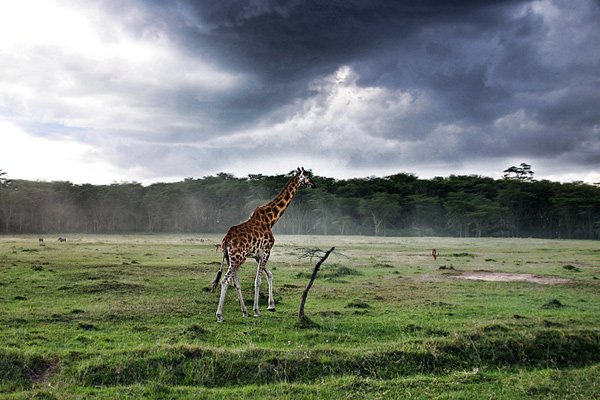
Před bouří
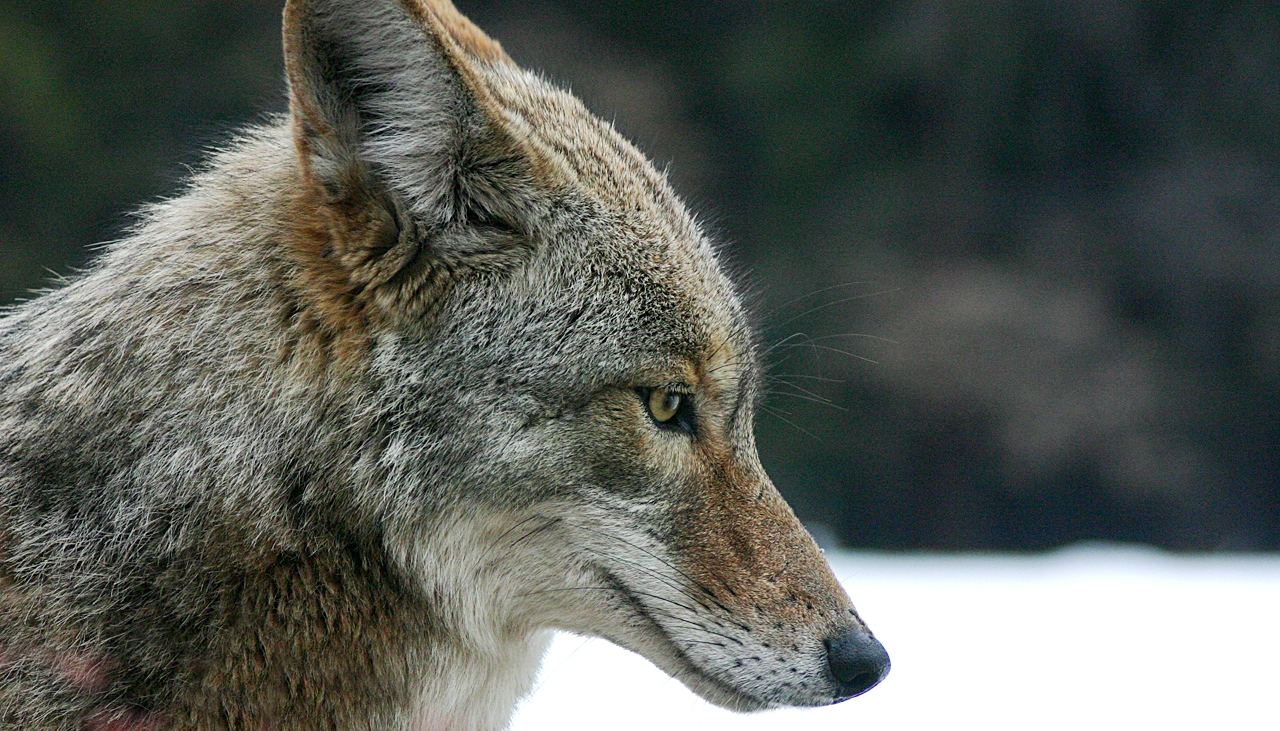
Kojot
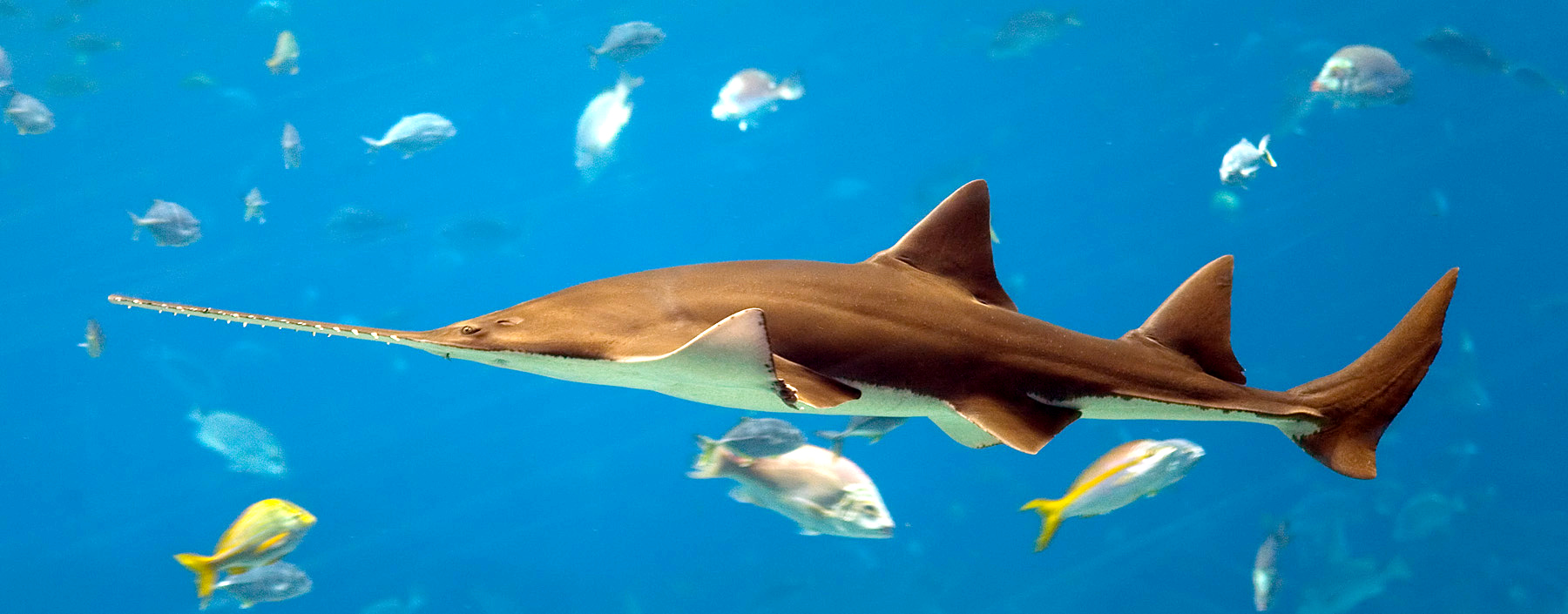
Piloun mnohozubý
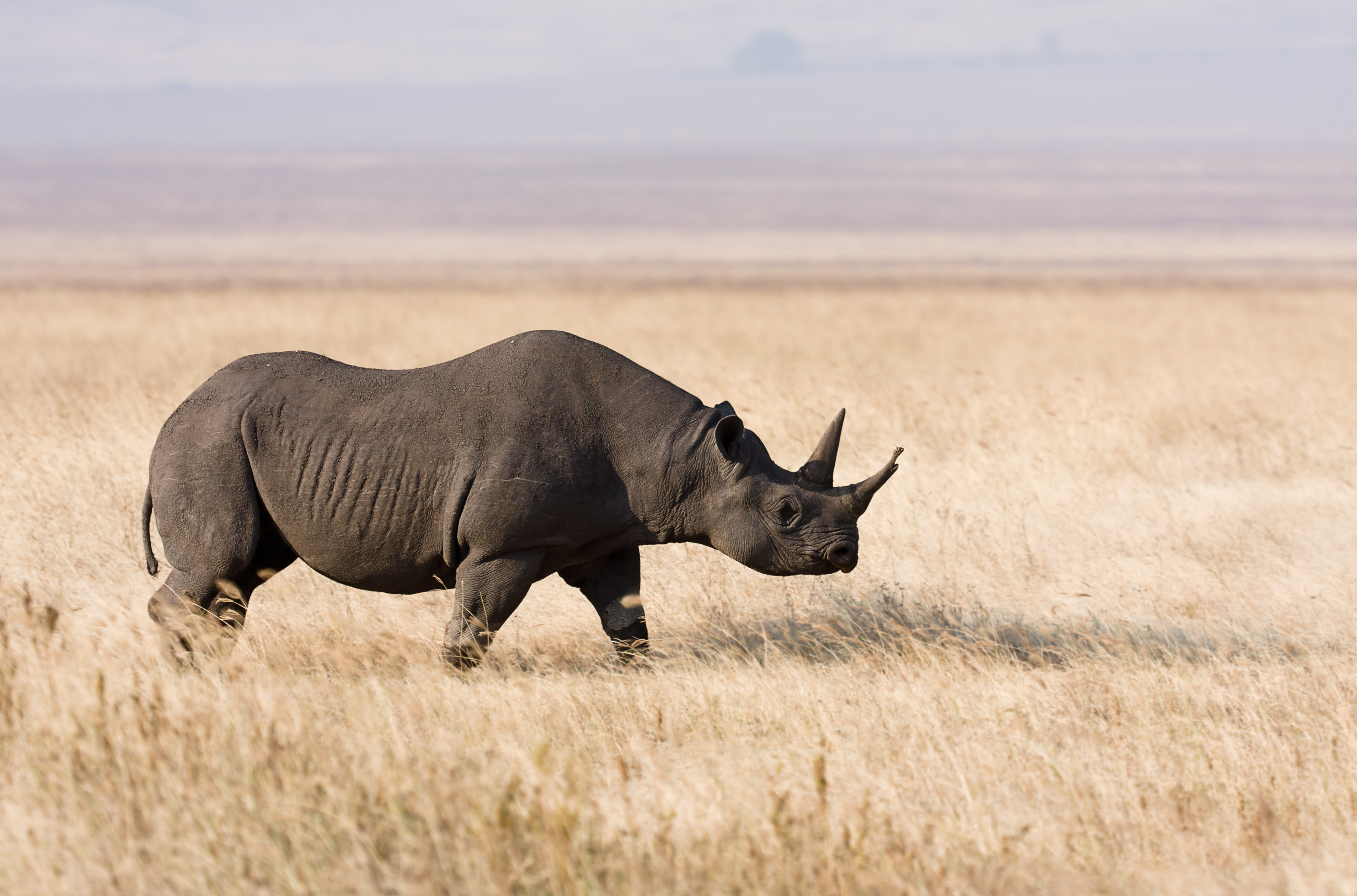
Nosorožec dvourohý (Diceros bicornis), Ngorongoro-Krater, Tanzanie
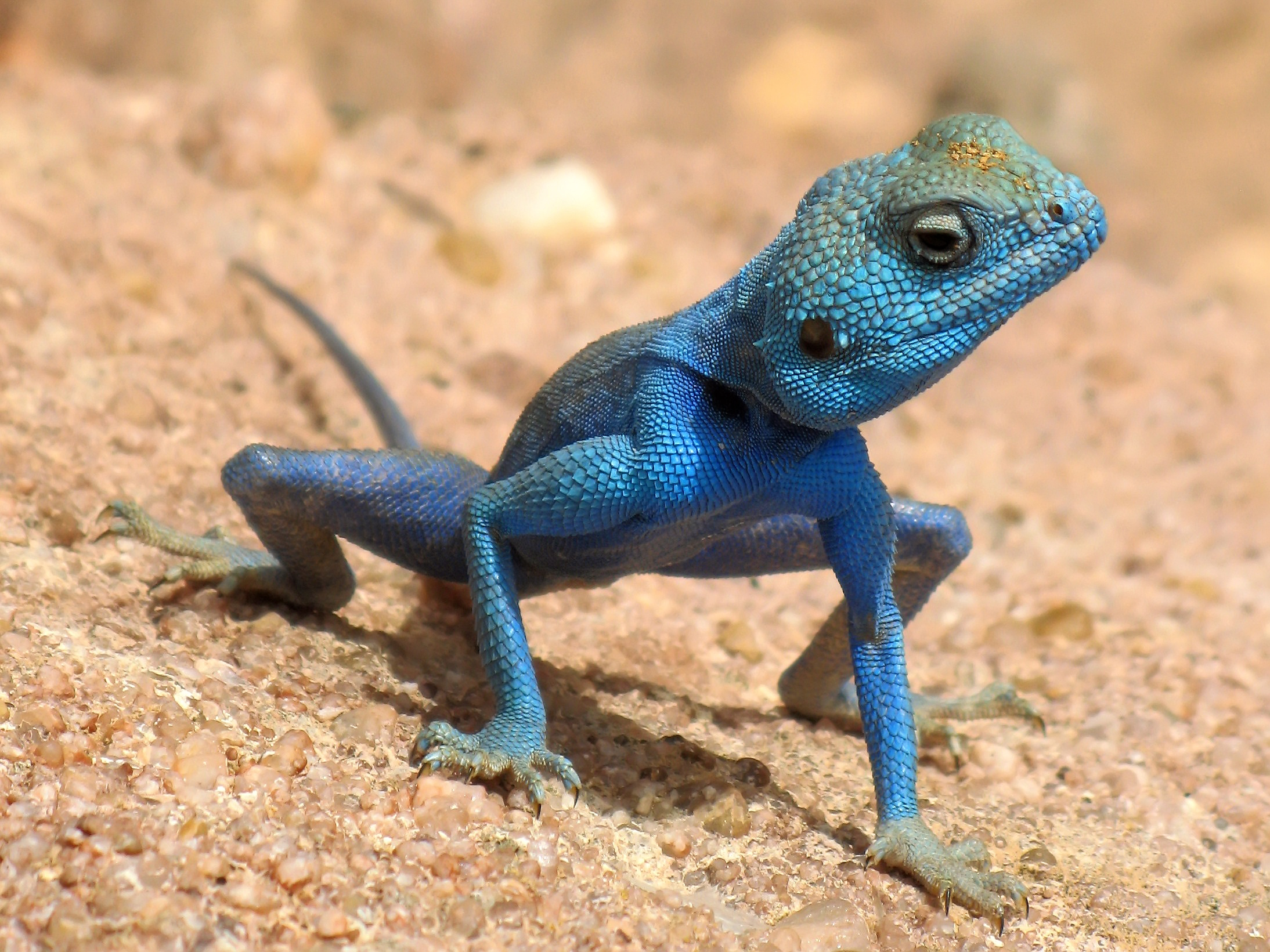
Sameček Agamy Agama sinaita v poušti v Jordánsku. Modrým zbarvením sameček láká samičky.
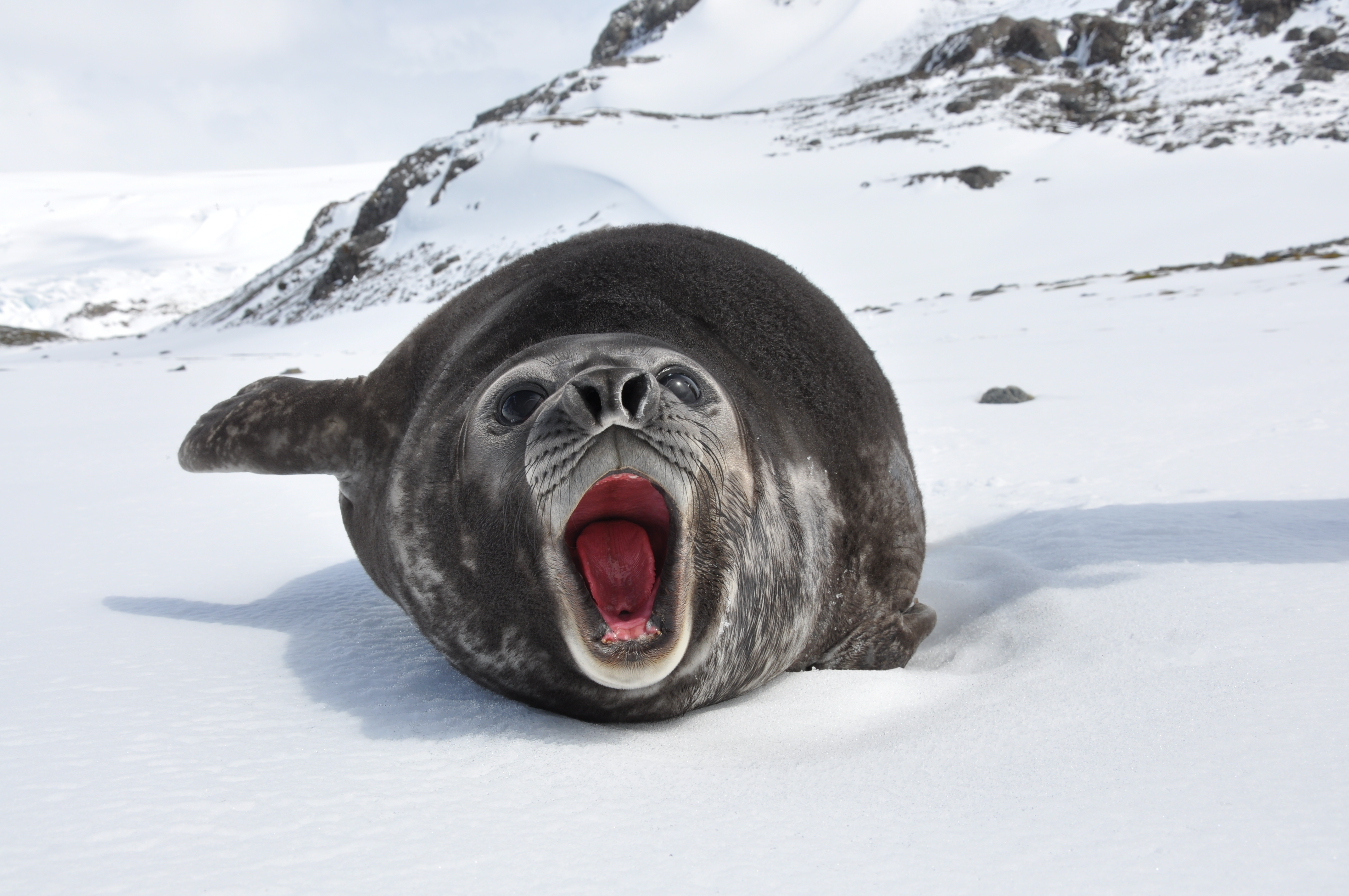
Mládě rypouše sloního (Mirounga leonina) na Jižní Georgii
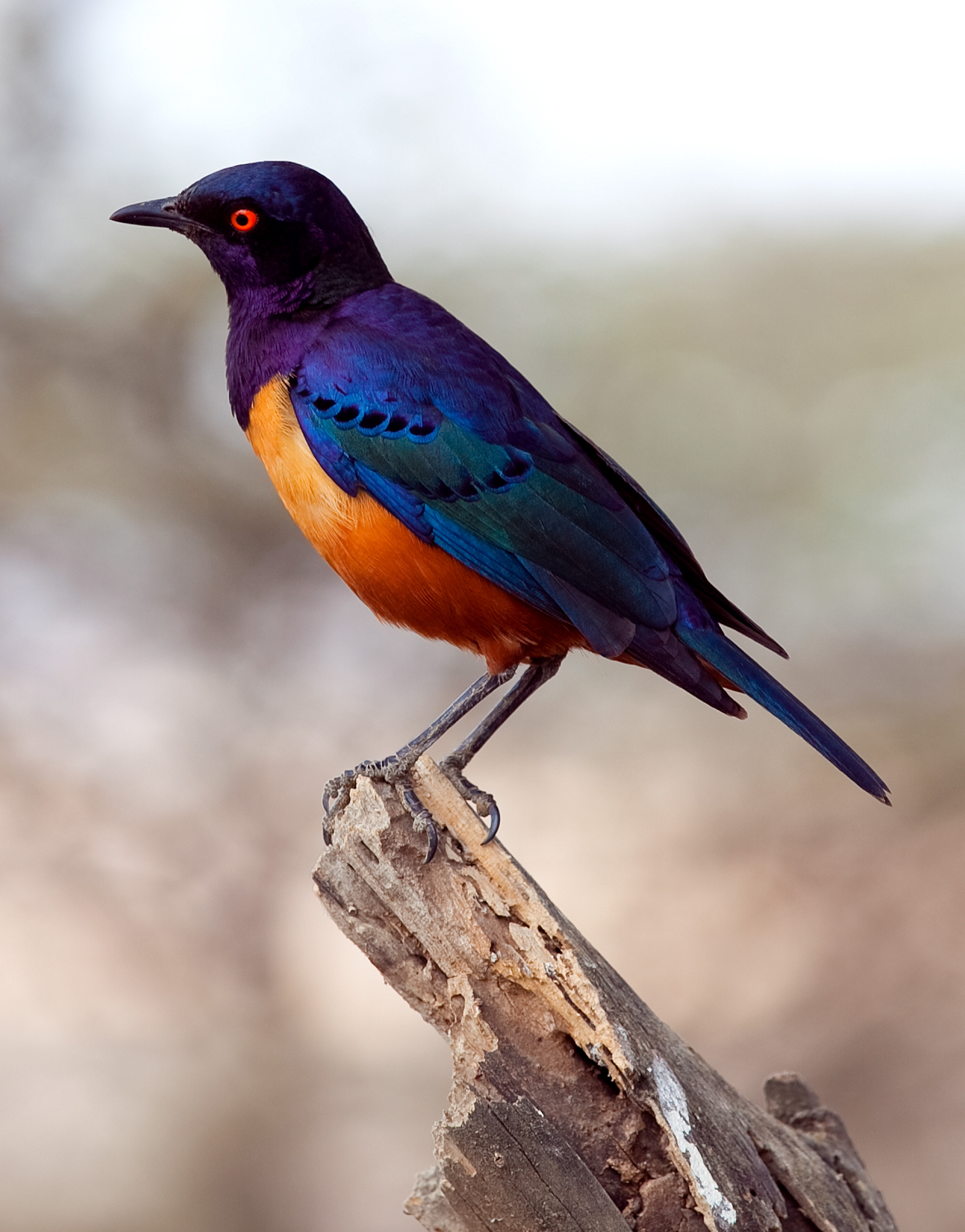
Lamprotornis hildebrandti, Tanzania
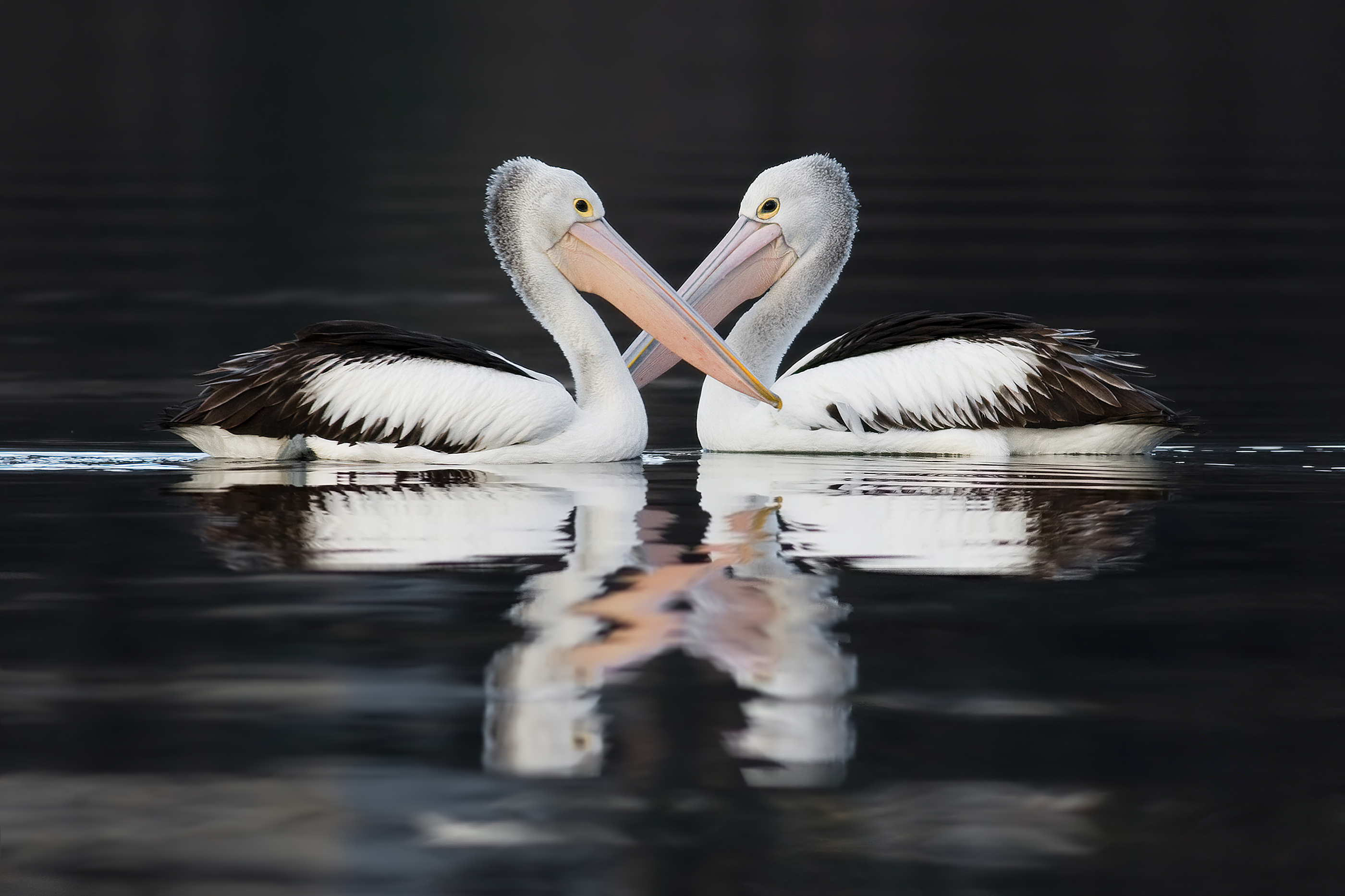
Dva pelikání australští (Pelecanus conspicillatus) nedaleko Claremontu na Tasmánii
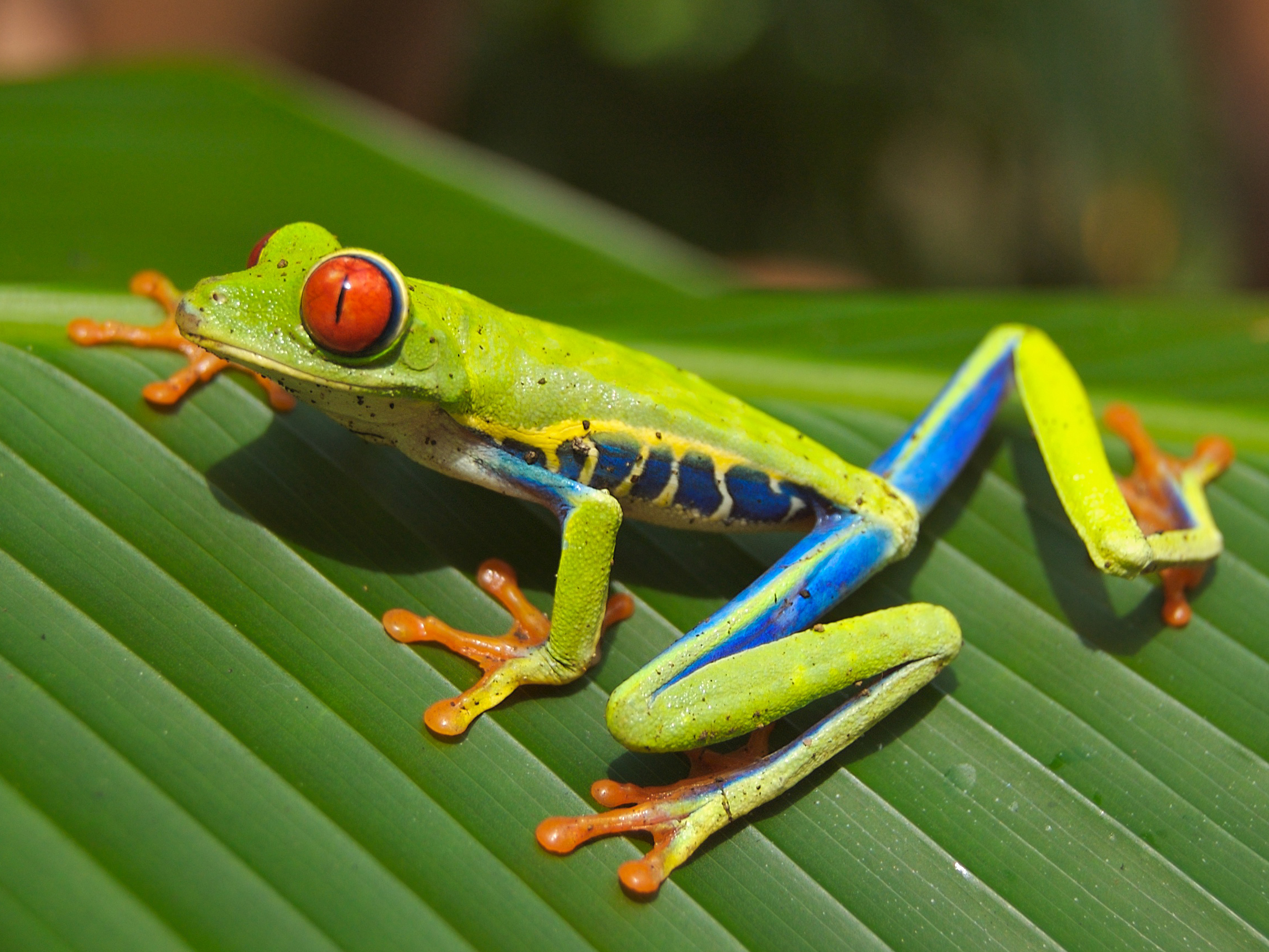
Listovnice červenooká (Agalychnis callidryas) nedaleko Playa Jacó v Kostarice